# Sandro Rosell

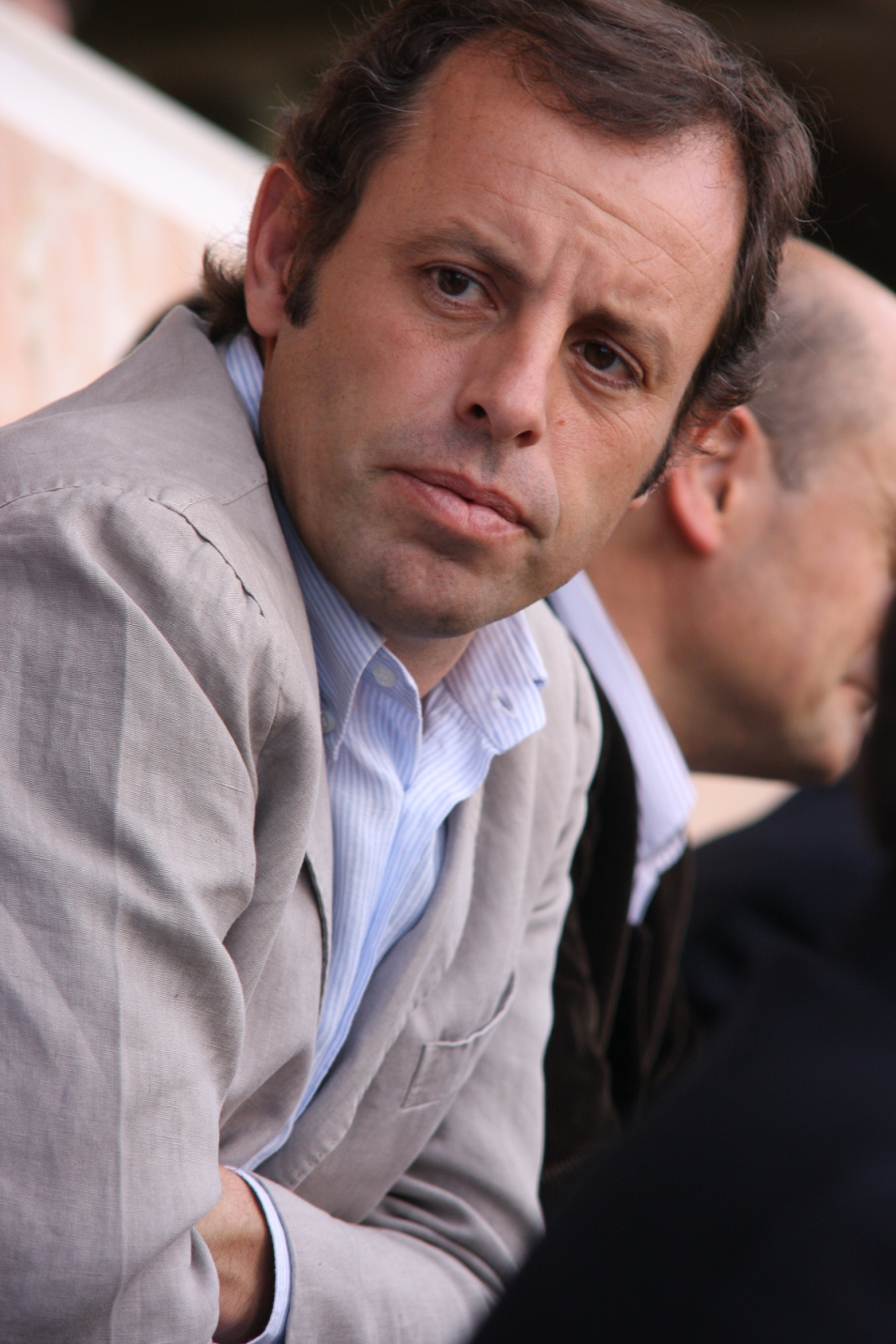
Sandro Rosell im Mai 2010

Alexandre Rosell i Feliu (* 6. März 1964 in Barcelona), bekannt als Sandro Rosell, ist ein Unternehmer im Bereich Sport, insbesondere Fußball, und war bis Anfang 2014 Präsident des FC Barcelona.

## Laufbahn
Rosell ist ein Absolvent der ESADE, einer spanischen Privathochschule, an der er mit einem MBA-Abschluss graduierte. Zu Beginn seiner Unternehmerkarriere arbeitete er in der Marketingabteilung für die Olympischen Sommerspiele 1992 und für Nike.
Rosell unterstützte im Jahr 2003 die Kandidatur von Joan Laporta, der Präsident des FC Barcelona werden wollte. Laporta gewann mit einer überwältigenden Mehrheit. Sein Wahlversprechen war die Verpflichtung David Beckhams. Dazu führte Rosell als Vizepräsident im Bereich Sport die Verhandlungen. Beckham zog es jedoch vor, zum Erzrivalen Real Madrid zu wechseln. Barcelona verpflichtete stattdessen den aufstrebenden brasilianischen Spieler Ronaldinho von Paris Saint-Germain.
Im Jahr 2005 trat Rosell als Vizepräsident beim FC Barcelona zurück – trotz Gewinn der spanischen Meisterschaft im gleichen Jahr. Er bemängelte die „fehlende Unabhängigkeit, Transparenz und Demokratie“ und bezeichnete Laporta als das Problem.
Als Barça 2006 die Champions League gewann, sorgte er mit seinem gerade veröffentlichten Buch Benvingut al món real (Willkommen in der wirklichen Welt), in dem er indirekt Joan Laporta kritisierte, für Aufsehen. Bei der Präsidentschaftswahl hätte er gegen Laporta antreten können, verzichtete aber letztlich darauf. Am 13. Juni 2010 trat er bei der Wahl zum Präsidenten des FC Barcelona mit dem Motto „Wir sind Barça“ an und gewann mit 61,35 Prozent der Stimmen. Keiner seiner 38 Vorgänger hatte mehr Stimmen erhalten. Er löste damit am 1. Juli 2010 Joan Laporta ab, der nach zwei Amtsperioden nicht wiedergewählt werden konnte.
Im Januar 2014 berichtete die Zeitung El Mundo, für den Transfer des Spielers Neymar vom FC Santos seien wesentlich mehr als die offiziell angegebenen 57,1 Millionen Euro gezahlt worden. Am 22. Januar 2014 wurden Ermittlungen wegen Unterschlagung gegen Rosell eingeleitet. Einen Tag später trat er als Präsident des FC Barcelona zurück, damit nicht „das Ansehen des Vereins durch ungerechtfertigte Angriffe geschädigt wird“. Den vakanten Posten übernahm Vizepräsident Josep Maria Bartomeu.
Am Dienstag, den 23. Mai 2017 wurden Rosell und dessen Frau sowie drei weitere Verdächtige unter dem Vorwurf der Geldwäsche von der spanischen Polizei festgenommen. Außerdem wurden die Konten des Ehepaares mit insgesamt 35 Millionen Euro gesperrt. Am 25. Februar 2019 begann der Prozess gegen Rosell vor dem Audiencia Nacional. Zwei Tage später, am 27. Februar, wurde er aus der Untersuchungshaft entlassen.

## Sonstiges
Rosell war auch als Fußballspieler aktiv, allerdings nur für unterklassige Teams wie den damaligen Segunda-División-B-Klub CE l’Hospitalet.